# Nuevo Zoquiapam
Nuevo Zoquiapam là một đô thị thuộc bang Oaxaca, México. Năm 2005, dân số của đô thị này là 1486 người.